# Szabó Endre (labdarúgó)
Szabó Endre (Pozsony, 1914. október 1. – 1987. január 23.) labdarúgó, középpályás. A sportsajtóban Szabó I néven volt ismert.

## Pályafutása
Az első világháborút követően költözött családja Debrecenbe. Húsz éven át, 1933 és 1952 között a Debreceni VSC labdarúgója volt. A Nemzeti Bajnokságok történetében ő szerezte az első debreceni gólt, és ugyancsak ő lőtte a klub első élvonalbeli gólját. Éveken át volt az együttes csapatkapitánya.